# Narikirk
Narikirk (ili Knox, marš. Nadikdik), nenaseljeni atol od 18 otočića u sastavu Maršalovih Otoka, dio lanca Ratak.

## Zemljopis
Najjužniji atol lanca Ratak, nalazi se u neposrednoj blizini većeg Milija. S njime je nekada bio povezan dok su danas odvojeni plitkim morskim prolazom Klee širine 3,5 km.
Okružuje lagunu površine 3,42 km2.